# Rich Hall

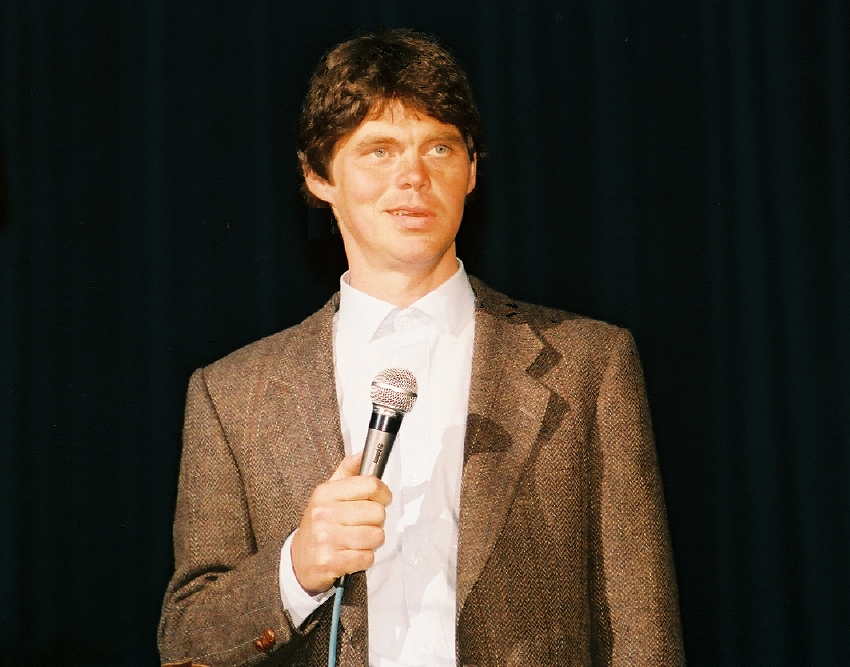
Rich Hall 1986.

Richard "Rich" Hall, född 10 juni 1954 i Alexandria i Virginia, är en amerikansk komiker, författare, dramatiker och emellanåt musiker, mest känd som återkommande gäst i olika brittiska panelprogram i tv.
Hall, som delvis är av cherokee-ursprung, föddes i Alexandria i Virginia och växte upp i North Carolina. Han började sin professionella komikerbana som manusförfattare och skådespelare i tv-serien Fridays från 1980 till 1982. Senare arbetade han bl.a. med Saturday Night Live och 1990 till 1991 hade han en egen talkshow, Rich Hall's Onion World. Matt Groening har uppgett att Hall var inspiration för karaktären Moe Szyslak i The Simpsons.
Hall har länge delat sin tid mellan en ranch i Montana och London. I Storbritannien har han bl.a. vunnit popularitet genom sin medverkan i program som QI och Never Mind the Buzzcocks. Han har även lett egna program på BBC.